# 禾草丹

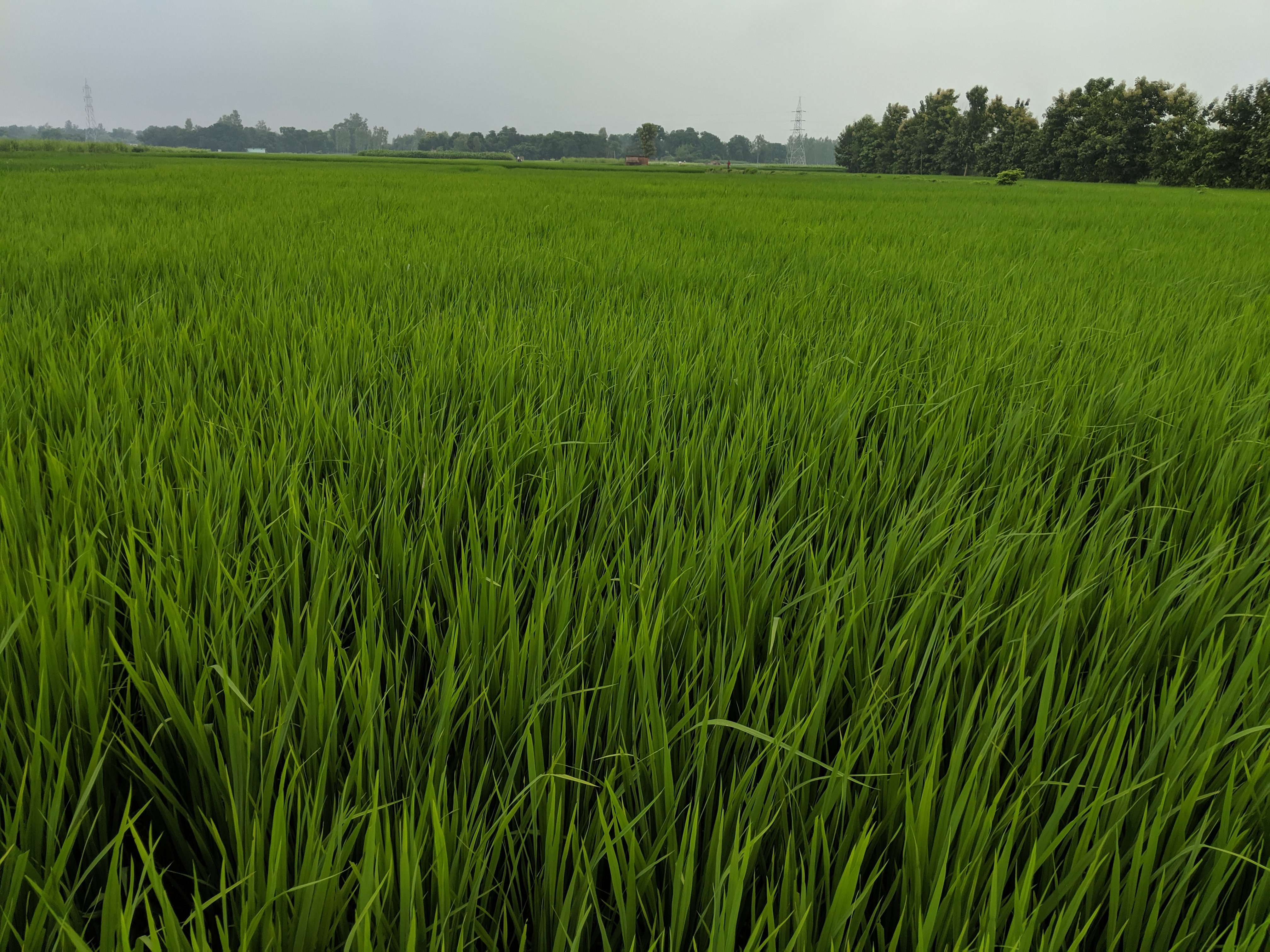
禾草丹主要用于水稻田

禾草丹（英語： 或 ）是一种含氮有机氯化合物，分子式C
12H
16ClNOS，属于硫代氨基甲酸酯类除草剂，主要用于水稻田的防除杂草。